# 아쓰미촌 (야마나시현)
아쓰미촌(熱見村)은 야마나시현 기타코마군에 있던 촌이다. 현재의 호쿠토시 중부, 주오자동차도 스타마 나들목 남동일대에 해당한다.

## 역사
- 1874년 - 고마군 3개 촌이 합병해 아쓰나촌이 성립하였다.
- 1878년 7월 22일 - 군구정촌편직법에 의해, 아쓰미촌은 기타코마군에 소속되었다.
- 1889년 7월 1일 - 정촌제 시행에 의해 아쓰미촌이 단독으로 지자체를 형성하였다.
- 1954년 6월 1일 - 아쓰타마촌, 아쓰나촌, 가부토촌과 합병해, 다카네촌이 성립하여, 동일 아쓰미촌은 폐지되었다.

## 참고문헌
- 角川日本地名大辞典 19 山梨県